# Keribhosga, Gulbarga
Keribhosga là một làng thuộc tehsil Gulbarga, huyện Gulbarga, bang Karnataka, Ấn Độ.